# 南圣巴巴拉
南圣巴巴拉是巴西南大河州的一个市镇。总面积971.153平方公里，总人口9157人，人口密度9.4人/平方公里。